# Celebespalmroller
De celebespalmroller (Macrogalidia musschenbroekii) is een roofdier uit de onderfamilie der palmrollers (Paradoxurinae),  Aziatische civetkatachtige. Het is een endemisch dier uit Celebes.

## Beschrijving
De Celebespalmroller is een vrij grote civetkatachtige die  65 tot 71 cm lang is met een staart van en 48 tot 54 cm en een gewicht van 4 tot 6 kg. Oorspronkelijk was dit op het eiland het grootste roofdier.
Het dier is taankleurig bruin, lichter van onder dan van boven en met lichtere vlekken. Het dier heeft grote poten die gebruikt worden bij het klimmen in bomen. Het is een nachtdier dat erg teruggetrokken leeft en waarover betrekkelijk weinig bekend is. Het dier werd voor de wetenschap door Mr. S.C.J.W. van Musschenbroek  geschoten en kwam daarna terecht in Leiden waar hij in 1877 door Hermann Schlegel als nieuwe soort werd beschreven.

## Voorkomen
Aanvankelijk dacht men dat de Celebespalmroller alleen op Noord-Celebes voorkwam. Volgens onderzoek gepubliceerd in 2003 komt deze palmroller ook voor in het zuidoostelijke deel van het eiland in het nationale park Rawa Aopa, het wildreservaat Tanjung Peropa en het bosreservaat Mangolo.
Over de eisen die het dier aan het leefgebied stelt is weinig bekend. Er zijn waarnemingen uit een grote verscheidenheid aan landschappen zoals laagland regenwoud, heuvelland- en gebergtebossen, savannegebied, grasland en landbouwgebieden. Het is dus geen habitatspecialist; wel is duidelijk dat de aanwezigheid van stukken ongeschonden bos een belangrijk onderdeel vormen van het leefgebied. Het dier leeft van kleine zoogdieren, vogels, fruit en gras. Hij vergrijpt zich soms aan huisdieren. Het leefgebied is waarschijnlijk zo'n 150 ha groot.

## Natuurbescherming
Op Celebes gaat het verlies aan oerwoud in een hoog tempo. Tussen 1985 en 1997 verdween respectievelijk 58%, 72% en 67% van het oerbos in het noorden, midden en het zuidoosten van Celebes. Dit leidde tot een enorme versnippering van het bosareaal. Ook al is de Celebespalmroller geen uitgesproken bosdier, het roofdier is wel afhankelijk van bos. De kans op aanrijdingen en confrontaties met de bevolking in landbouwgebieden wordt groter, daardoor is de soort kwetsbaar geworden en staat hij als zodanig op de Rode Lijst van de IUCN.